# Phytomyza ceylonensis
Phytomyza ceylonensis är en tvåvingeart som beskrevs av Spencer 1975. Phytomyza ceylonensis ingår i släktet Phytomyza och familjen minerarflugor.
Artens utbredningsområde är Sri Lanka. Inga underarter finns listade i Catalogue of Life.